# مارجاريتا نيلكين
مارغريتا نلكن مانسبيرغير (مدريد، 5 يوليو 1894 - مكسيكو سيتي، 8 مارس 1968) كانت كاتبة وناقدة فنية وسياسية نسوية إسبانية. حصلت على مقعد نائبة في البرلمان الإسباني في الانتخابات العامة الثلاث خلال الجمهورية الثانية بصفتها عضوة في الحزب الاشتراكي العمالي الإسباني (PSOE). إلا أنه في أواخر عام 1936، وبعد اندلاع الحرب الأهلية الإسبانية، انضمت إلى الحزب الشيوعي الإسباني (PCE)، والذي طُردت منه بعد ست سنوات. وبعد نهاية الحرب، نُفيت إلى المكسيك حيث توفيت.

## السيرة الذاتية

### السنوات الاولى
وُلدت مارغريتا نلكن في شارع بارريونويفو رقم 5 (وهو ما يُعرف اليوم بشارع كوندي دي رومانونيس)، في قلب العاصمة مدريد، وكانت ابنةً لأم فرنسية وأبٍ صائغٍ إسباني، وكلاهما من أصول يهودية ألمانية.° 5 (اليوم كالي ديل كوندي دي رومانونيس)، في قلب مدريد. كانت تحبّ أن تذكر ذلك دائمًا، إذ إن الأصل الأجنبي لعائلتها كان أحد الأهداف المفضّلة التي كانت اليمين الإسبانية تهاجمها بها، إلى جانب فكرها ونشاطها في الدفاع عن حقوق المرأة على قدم المساواة مع الرجل. أما جدّها لأمها، فقد جاء إلى مدريد سنة 1866 كصانع ساعات في البلاط الملكي، وامتلك محلاً للساعات والمجوهرات في بوابة الشمس، رقم 15 (ويُعرف اليوم بالرقم 14).º15 (اليوم رقم 14).
تلقت مارغريتا تعليمًا راقيًا انعكس في ميولها المبكرة نحو الرسم والأدب والموسيقى. وبفضل ذكائها المبكر، كتبت أولَ مقالة نقدية لها وهي في الخامسة عشرة من عمرها، تناولت فيها لوحات غويا الجدارية في كنيسة "سان أنطونيو دي لا فلوريدا"، ونُشرت في المجلة الفنية اللندنية المرموقة The Studio. كانت الشقيقة الكبرى للكاتبة والممثلة البارزة كارمن إيفا نلكن (المعروفة باسم "ماغدا دوناتو")، التي نُفيت هي الأخرى إلى المكسيك في نهاية الحرب الأهلية الإسبانية.
تخلّت مارغريتا نلكن عن ميولها الأولى في ريعان شبابها لتتفرغ للنشاط السياسي والاجتماعي، وإن بقيت دائمًا كاتبة بارزة في الصحافة. كانت تتقن اللغتين الفرنسية والألمانية بطلاقة.
ويُنسَب إليها أول ترجمة لأعمال فرانز كافكا إلى اللغة الإسبانية، وبالتحديد رواية "التحول" (La metamorfosis)، التي نُشرت بشكل مجهول في مجلة Revista de Occidente عام 1925.
امتلكت نلكن ثقافة استثنائية، ولا سيما بالنسبة لامرأة إسبانية في ذلك العصر، وكانت على علاقة بسنتياغو رامون إي كاخال، وبينيتو بيريث غالدوس، ومعظم الأوساط الفكرية في زمانها.
وبسبب اهتمامها بالواقع الاجتماعي الإسباني، نشرت في عام 1919 أول عمل طويل لها بعنوان "الحالة الاجتماعية للمرأة في إسبانيا".وضعها الحالي: إمكانيات تطورها»، وهو دراسة نسوية حادة أثارت انطباعًا قويًّا وجدلاً واسعًا. وواصلت هذا الخط من العمل مع كتاب "الأمومة ورعاية الأطفال " (1926)، و "حولنا (حوار سقراطي)" (1927)، و "الكاتبات الإسبانيات" (1930)، و "المرأة أمام المحاكم التأسيسية" (1931).

### الجمهورية الثانية

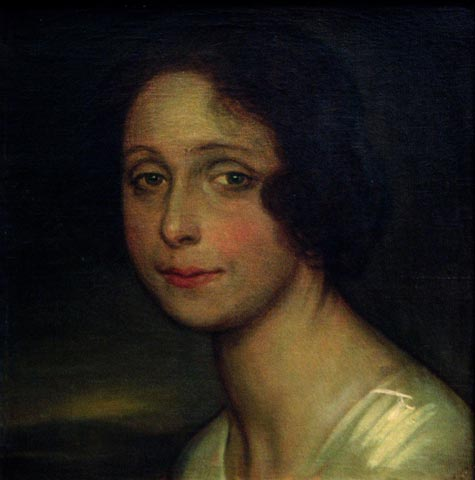
مارجريتا نيلكين يصورها خوليو روميرو دي توريس في عام 1929.

في الشهور الأولى من عام 1931، انضمت مارغريتا نلكن إلى الحزب الاشتراكي العمالي الإسباني (PSOE)، وشاركت كمرشحة عن المجموعة الاشتراكية في مدينة باداخوث في الانتخابات الجزئية التي أُجريت في أكتوبر من العام نفسه. وقد تم انتخابها حينها، ثم أعيد انتخابها في نوفمبر 1933، وفبراير 1936. وبذلك تُعد المرأة الوحيدة التي حصلت على ثلاث عضويات برلمانية خلال فترة الجمهورية الثانية. كانت متزوجة من مارتن دي بول، والد ابنها سانتياغو وقنصل الجمهورية الإسبانية في أمستردام أثناء الحرب. كانت متحدثة جذابة، وكانت تحظى بشعبية كبيرة في المناطق الريفية لدفاعها عن الجماهير الفلاحية؛  وأُلقي اللوم عليها بشكل غير عادل بالمسؤولية الجزئية عن اندلاع أحداث كاستيل بلانكو (ديسمبر 1931)، بسبب الخطب النارية التي ألقتها في مقاطعة باداخوز في نهاية العام،  وتورطها في أحداث سالفاليون في مايو 1932. وخلال تلك الفترة، كانت ناقدة بشدة لتصرفات الحرس المدني القمعية، وكذلك لتسلّط مُلّاك الأراضي.
كانت مارغريتا نلكن معارضة لمنح المرأة حق التصويت في عام 1931، وهو موقف شاركتها فيه فيكتوريا كينت أيضًا. وأكدت أن "منح المرأة حق التصويت، اليوم في إسبانيا، يُمثل تحقيقًا لواحدة من أعظم رغبات  القوى الرجعية".  وفي الانتخابات البلدية لعام 1933، وهي الأولى التي شاركت فيها النساء بالتصويت، فازت التحالفات الحكومية بأغلبية بسيطة، وكان الحزب الاشتراكي العمالي الإسباني (PSOE) هو الحزب الأكثر تصويتًا ضمن هذه التحالفات.
بعد فشل الثورة الأستورية عام 1934، تم رفع الحصانة البرلمانية عن النائبة الاشتراكية آنذاك وقُدِّمت للمُحاكمة، وحُكم عليها بالسجن لمدة عشرين عامًا، إلا أنها فرت إلى فرنسا قبل  صدور الحكم النهائي.  استقرّت في باريس، وزارت عدة دول من شمال أوروبا، ثم أقامت قرابة عام في الاتحاد السوفيتي. وقد عادت إلى إسبانيا في الوقت المناسب للمشاركة في الانتخابات العامة في فبراير 1936، مرشحة عن الجبهة الشعبية، وأُعيد انتخابها نائبة عن باداخوث.
في يوليو عام 1936، أخفت في منزلها الضابط في الحرس المدني فرناندو كونديث، والذي شارك مع اشتراكيين آخرين في اختطاف واغتيال خوسيه كالفو سوتيلو. كانت هذه الجريمة هي الشرارة التي أشعلت الحرب الأهلية.  
خلال أشهر الحكم السلمي للجبهة الشعبية، انحازت مارغريتا نلكن بشكل كامل إلى الأطروحات الثورية التي تبنّاها الجناح المتشدد من الحزب الاشتراكي العمالي الإسباني (PSOE) بقيادة فرانسيسكو لارجو كابييرو، ووجّهت انتقادات لاذعة للمواقف المعتدلة التي تبنّاها جناح إنداليسيو برييتو.
وبعد زيارتها للاتحاد السوفيتي، دافعت عن فكرة توحيد الحزب الاشتراكي العمالي الإسباني (PSOE) مع الحزب الشيوعي الإسباني (PCE) لتأسيس ما أسمته "الحزب الواحد للبروليتاريا" الذي يتولى تنفيذ الثورة الاشتراكية.
وفي أحد خطاباتها بمدينة باداخوث، قالت ما يلي:
«هناك في روسيا، يعرفون من هو الرفيق لارغو كابييرو... ولذلك، يجب علينا نحن أيضًا أن نقول إن خط كابييرو هو الخط العادل، وليس كذلك خط أولئك الذين يسيرون في طريقٍ مختلف... من الضروري أن يسير هذا الحزب، من الآن، في الطريق الثوري؛ ومن الضروري أن نصل، أخيرًا، إلى توحيدٍ عضوي وأيديولوجي تام مع رفاقنا الشيوعيين، الذين، في الحقيقة، لا يفصلنا عنهم إلا بعض التفاصيل التافهة التي لم تعد قابلة للبقاء.»

### الحرب الأهلية
بعد اندلاع الحرب الأهلية، تعاونت مارغاريتا نيلكن بانتظام مع صحيفة "كلاريذاد" التي كانت تتبع تيار كاباييرو، وكانت من خلالها تحذّر سكان مدريد الجمهوريين من "الطابور الخامس"، حتى إنها طالبت بإنزال عقوبة الإعدام بهم.
ووفقًا للمؤرخ البريطاني جوليوس رويز –الذي كان ناقدًا لكلا الجانبين في الحرب– فقد كانت تتولى إخفاء بعض عمليات تصفية السجناء عن أعين الزوار البريطانيين، وذلك في سياق مجازر باراكويوس وغيرها من أعمال العنف التي شهدتها مدريد الجمهورية. أما في مذكراته المنشورة عام 1978 بعنوان صدى الخطى، فقد حمّل الأناركي خوان غارسيا أوليفير مارغاريتا نيلكن مسؤولية قيادة مجموعة من شباب الاشتراكيين الموحدين المتّسمين بالعنف. وبحسب ما ذكره نيايل بينز، فقد اختارها الكاتبان الفاشيان الفرنسيان روبير برازياك وهنري ماسيس لتكون "تجسيدًا لشرور الجمهورية".
كانت على جبهات إكستريمادورا وطليطلة ، وشاركت في الدفاع عن مدريد وتعاونت في تنظيم اتحاد النساء المناهضات للفاشية . انضمت إلى الحزب الشيوعي الإسباني (PCE) في نوفمبر 1936، بعد فترة قصيرة من تشكيل حكومة فرانسيسكو لارغو كاباييرو.
أمضت المرحلة الأخيرة من الحرب في برشلونة، وكانت المرأة الوحيدة الحاضرة في آخر اجتماع للكورتيس الجمهورية على الأراضي الإسبانية، والذي عُقد في سراديب قلعة فيغيراس في الأول من فبراير عام 1939، تنفيذًا لما نص عليه دستور الجمهورية.

### المنفى في فرنسا والمكسيك
عبرت مارغاريتا نيلكن الحدود الفرنسية برفقة ابنتها ماغدا دي بول نيلكن خلال الانسحاب العام من كتالونيا. وقد عملتا بجهدٍ كبير من مدينة بيربينيا في مساعدة اللاجئين الجمهوريين الإسبان الذين تم احتجازهم في معسكرات الاعتقال الفرنسية خلال الأشهر الأولى من المنفى. بعد ذلك، انتقلت إلى باريس، ثم إلى المكسيك في نهاية عام 1939، بدعوة من الرئيس لازارو كارديناس للإقامة فيها. رافقتها في رحلتها كلٌّ من والدتها وابنتها وحفيدتها، وغادرت فرنسا قبل الاحتلال النازي. في المكسيك، كسبت رزقها من خلال الكتابة والترجمة، واستأنفت نقد الفن بشغفٍ كبير.
عملت في وزارة التعليم العام، وتعاونت مع الحكومة الجمهورية في المنفى، وشاركت في أنشطة اتحاد النساء الإسبانيات، دون أن تتخلى عن الأنشطة الأدبية والصحفية، حيث كانت تشرف على صفحة أسبوعية للفن في صحيفة "إكسلسيور".
وفي أكتوبر 1942، طُردت من الحزب الشيوعي الإسباني بعد أن انتقدت سياسة اتحاد الوطنيين الإسبان (UNE) تجاه مجموعة موسكو. شاركت بعدها كنائبة مستقلة في اجتماع كورتيس الجمهورية الإسبانية في مدينة مكسيكو عام 1945. وفي عام 1948، قامت بجولة في أوروبا وألقت محاضرات عن الفن اللاتيني الأمريكي في أمستردام وباريس. وقد أصبحت من أكثر نقّاد الفن تأثيرًا واحترامًا في المكسيك حتى وفاتها في عام 1968. كانت تقدر اللوحات الجدارية المكسيكية. كما كانت من المدافعين المخلصين عن حقوق الفلاحين، وقد مُنحت وسام الإصلاحيين الزراعيين تكريمًا لها في المكسيك.
وقد عبّرت عن استيائها من قيادة الحزب الشيوعي الإسباني في الاتحاد السوفيتي، خصوصًا من دولوريس إيباروري، لأنهم لم يُبلغوها في الوقت المناسب بوفاة ابنها في المعركة.[بحاجة لمصدر] في النهاية، كانت السلطات السوفيتية هي من أبلغتها رسميًا بالخبر بعد انتهاء الحرب، وسلّمتها وسامًا شرفيًا باسم سانتياغو في السفارة السوفيتية في مدينة مكسيكو.[بحاجة لمصدر] رغم الصدمة، تجاوزت نيلكن الأزمة، وتولّت رعاية حفيدتها مارغاريتا سالاس، وظلّت نشطة حتى نهاية حياتها.
كانت تنشر صفحة أسبوعية في صحيفة "إكسلسيور"، تتناول فيها المعارض الفنية في العاصمة المكسيكية
كما واصلت نشاطها في دعم المنفى الجمهوري في المكسيك ودول أخرى. أعادت الاتصال بشخصيات منشقّة عن الحزب الشيوعي الإسباني، مثل إنريكي ليستير الذي كان يُكنّ لها التقدير، كما حافظت على المراسلات مع شخصيات منفية بارزة مثل لويس خيمينيث دي أسوا، صديقها القديم، الذي كان رئيس الجمهورية في المنفى بعد وفاة دييغو مارتينيث بارّيو.[بحاجة لمصدر] ويُحتفظ بـ أرشيفها الشخصي اليوم في الأرشيف التاريخي الوطني في مدريد.

Guerra Civil الحرب الأهلية
بعد اندلاع الحرب الأهلية، تعاونت مارغاريتا نيلكن بانتظام مع صحيفة "كلاريذاد" التي كانت تتبع تيار كاباييرو، وكانت من خلالها تحذّر سكان مدريد الجمهوريين من "الطابور الخامس"، حتى إنها طالبت بإنزال عقوبة الإعدام بهم.
ووفقًا للمؤرخ البريطاني جوليوس رويز –الذي كان ناقدًا لكلا الجانبين في الحرب– فقد كانت تتولى إخفاء بعض عمليات تصفية السجناء عن أعين الزوار البريطانيين، وذلك في سياق مجازر باراكويوس وغيرها من أعمال العنف التي شهدتها مدريد الجمهورية.
أما في مذكراته المنشورة عام 1978 بعنوان صدى الخطى، فقد حمّل الأناركي خوان غارسيا أوليفير مارغاريتا نيلكن مسؤولية قيادة مجموعة من شباب الاشتراكيين الموحدين المتّسمين بالعنف.
وبحسب ما ذكره نيايل بينز، فقد اختارها الكاتبان الفاشيان الفرنسيان روبير برازياك وهنري ماسيس لتكون "تجسيدًا لشرور الجمهورية".
تواجدت مارغاريتا نيلكن في جبهات القتال في إكستريمادورا وطليطلة، وشاركت في الدفاع عن مدريد، كما ساهمت في تنظيم اتحاد النساء المناهضات للفاشية.
انضمت إلى الحزب الشيوعي الإسباني (PCE) في نوفمبر 1936، بعد فترة قصيرة من تشكيل حكومة فرانسيسكو لارغو كاباييرو.
أمضت المرحلة الأخيرة من الحرب في برشلونة، وكانت المرأة الوحيدة الحاضرة في آخر اجتماع للكورتيس الجمهورية على الأراضي الإسبانية، والذي عُقد في سراديب قلعة فيغيراس في الأول من فبراير عام 1939، تنفيذًا لما نص عليه دستور الجمهورية.
المنفى في فرنسا والمكسيك
عبرت مارغاريتا نيلكن الحدود الفرنسية برفقة ابنتها ماغدا دي بول نيلكن خلال الانسحاب العام من كتالونيا. وقد عملتا بجهدٍ كبير من مدينة بيربينيا في مساعدة اللاجئين الجمهوريين الإسبان الذين تم احتجازهم في معسكرات الاعتقال الفرنسية خلال الأشهر الأولى من المنفى.
بعد ذلك، انتقلت إلى باريس، ثم إلى المكسيك في نهاية عام 1939، بدعوة من الرئيس لازارو كارديناس للإقامة فيها.
رافقتها في رحلتها كلٌّ من والدتها وابنتها وحفيدتها، وغادرت فرنسا قبل الاحتلال النازي.
في المكسيك، كسبت رزقها من خلال الكتابة والترجمة، واستأنفت نقد الفن بشغفٍ كبير.
عملت في وزارة التعليم العام، وتعاونت مع الحكومة الجمهورية في المنفى، وشاركت في أنشطة اتحاد النساء الإسبانيات، دون أن تتخلى عن الأنشطة الأدبية والصحفية، حيث كانت تشرف على صفحة أسبوعية للفن في صحيفة "إكسلسيور".
وفي أكتوبر 1942، طُردت من الحزب الشيوعي الإسباني بعد أن انتقدت سياسة اتحاد الوطنيين الإسبان (UNE) تجاه مجموعة موسكو.
شاركت بعدها كنائبة مستقلة في اجتماع كورتيس الجمهورية الإسبانية في مدينة مكسيكو عام 1945.
وفي عام 1948، قامت بجولة في أوروبا وألقت محاضرات عن الفن اللاتيني الأمريكي في أمستردام وباريس.
وقد أصبحت من أكثر نقّاد الفن تأثيرًا واحترامًا في المكسيك حتى وفاتها في عام 1968.
كما كانت من المدافعين المخلصين عن حقوق الفلاحين، وقد مُنحت وسام الإصلاحيين الزراعيين تكريمًا لها في المكسيك.
وفاة ولديها وأواخر حياتها
عانت مارغاريتا نيلكن من أزمة نفسية عميقة بعد وفاة ابنيها الاثنين:
سانتياغو، الذي قُتل في عام 1944 أثناء القتال في صفوف الجيش السوفيتي خلال الحرب العالمية الثانية،
وماغدا، التي توفيت عام 1954 إثر إصابتها بالسرطان.
وقد عبّرت عن استيائها من قيادة الحزب الشيوعي الإسباني في الاتحاد السوفيتي، خصوصًا من دولوريس إيباروري، لأنهم لم يُبلغوها في الوقت المناسب بوفاة ابنها في المعركة. في النهاية، كانت السلطات السوفيتية هي من أبلغتها رسميًا بالخبر بعد انتهاء الحرب، وسلّمتها وسامًا شرفيًا باسم سانتياغو في السفارة السوفيتية في مدينة مكسيكو.
رغم الصدمة، تجاوزت نيلكن الأزمة، وتولّت رعاية حفيدتها مارغاريتا سالاس، وظلّت نشطة حتى نهاية حياتها.
كانت تنشر صفحة أسبوعية في صحيفة "إكسلسيور"، تتناول فيها المعارض الفنية في العاصمة المكسيكية، كما واصلت نشاطها في دعم المنفى الجمهوري في المكسيك ودول أخرى.
أعادت الاتصال بشخصيات منشقّة عن الحزب الشيوعي الإسباني، مثل إنريكي ليستير الذي كان يُكنّ لها التقدير، كما حافظت على المراسلات مع شخصيات منفية بارزة مثل لويس خيمينيث دي أسوا، صديقها القديم، الذي كان رئيس الجمهورية في المنفى بعد وفاة دييغو مارتينيث بارّيو.
ويُحتفظ بـ أرشيفها الشخصي اليوم في الأرشيف التاريخي الوطني في مدريد.

## الأعمال
المعجم (الأعمال والفنانون) – مدريد، مكتبة فرناندو فِيه، 1917
الوضع الاجتماعي للمرأة في إسبانيا: حالتها الراهنة وإمكانات تطورها – برشلونة، دار مينيرفا، 1919
فخ الرمال (رواية) – مدريد، مكتبة ورثة إرناندو، 1923
مغامرة روما (رواية ضمن سلسلة "رواية اليوم") – مدريد، ريفادينييرا، 1923
علم الأمومة ورعاية الأطفال – 1926
حولنا (حوار سقراطي) – مدريد، دار نشر باييث، 1927
يوهان فولفغانغ فون غوته: قصة الرجل الذي ملك العالم بين يديه – مدريد، منشورات بيبلوس، 1929
ثلاثة نماذج من العذراء: أنجيليكو، رافائيل، ألونسو كانو – مدريد، "كراسات أدبية"، مطبعة مدينة لينِيال، 1929
الكاتبات الإسبانيات – برشلونة، دار لابور، 1930
المرأة أمام الكورتيس التأسيسي – 1931
أفضل مئة لوحة في متحف برادو – 1934
لماذا قمنا بالثورة – برشلونة، باريس، نيويورك، منشورات اجتماعية دولية، 1936
أبراج الكرملين – 1943
الجبهة الأولى – 1944
النحت المكسيكي المعاصر – المكسيك، منشورات مكسيكية، 1951
باكسته – المكسيك، منشورات مكسيكية، 1951
تاريخ مصوّر للفن الغربي – بوينس آيرس، دار بوسيدون، 1953
راؤول أنغيانو – المكسيك، دار النشر استاثيونيس، 1958
كارلوس أوروزكو روميرو – المكسيك، الجامعة الوطنية المستقلة في المكسيك (UNAM)، 1959
آفاق جديدة في الفن المكسيكي – المكسيك العاصمة، مجلة "فنون المكسيك"، 1961
كارلوس ميريدا – المكسيك، الجامعة الوطنية المستقلة، 1961
إغناسيو أسونسولو – المكسيك، الجامعة الوطنية المستقلة، 1962
التعبيرية المكسيكية: التعبيرية في الفن التشكيلي المكسيكي المعاصر – المكسيك، المعهد الوطني للفنون الجميلة، 1964
خمسة عشر رسامًا ونحاتًا – المكسيك، صالات عرض مير-كوب، 1968

## التقديرات
- أفيليس، كوسلادا، خيتافي، غرناطة، مدريد، ميغيلتورا، تيلدي، سرقسطة هي بلديات أطلقت اسم "مارغريتا نلكن" على إحدى شوارعها تكريمًا لها.
- وفي مدينة كوسلادا يوجد مركز ثقافي يحمل اسمها.
- أما في باداخوث، فقد أُطلق اسمها على أحد الشوارع حتى شهر مايو من عام 2009، حين وافق مجلس البلدية –الذي كان يرأسه حزب الشعب– على تغيير الاسم إلى "أنتونيو أيّوسو كاسكو". وقد تمّ هذا التغيير بمبادرة من فريق الحكومة المحلي بقيادة ميغيل سلدران ماتوتي، وبرّرت ذلك المسؤولة عن الثقافة آنذاك، كونسويلو رودريغيث بيريّث، بقولها إن «نلكن كانت من مؤيدي عقوبة الإعدام، وكتبت عدة مقالات دعمت فيها تطبيق هذه العقوبة».